# 現川站

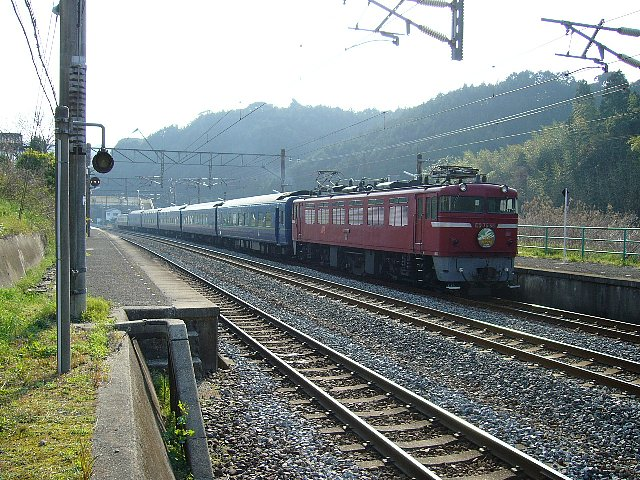
於此站通過中的下行「曉」，在2008年3月15日時間表修正中廢止

現川站（日语：／ Utsutsugawa eki */?）是位於長崎縣長崎市現川町947番，九州旅客鐵道（JR九州）的長崎本線車站。

## 車站構造
車站建於兩座隧道—榎木隧道及長崎隧道的交界位置，其中由浦上站駛入的列車，更是經過了超過6公里的車的隧道區域後才到達。
本站採用簡易車站模式，不設站房。不過1號月台的有蓋候車亭與後來加建、用作放置簡易式售票機的房間併結成有如簡易式站房般。後期亦在出入口加設了上蓋，使簡易式站房的模式逐漸形成。出入口中央設有對應IC卡的簡易式出、入閘機。
1號月台候車亭旁邊建有以水泥建成的繼電所，車站廣場稍遠處則設有男、女專用公共洗手間、單車停泊場及停車場。

### 月台
設有側式月台2座，另外還設有1條於兩月台中間的通過線。過往仍有特急列車行經時，本站經常作為列車交會或待避，因此部分列車需要運輸停車，等待3分鐘。又因對應特急列車有機會在此運轉停車，月台長度較長，但隨新幹線通車後，列車編成大幅縮短，因此現時只會使用中央部份的月台。
兩月台上均設有候車室。
| 月台 | 路線              | 上下行 | 方向                                                           |
| ---- | ----------------- | ------ | -------------------------------------------------------------- |
| 1    | ■長崎本線（新線） | 上行   | 諫早、湯江、肥前濱、江北方向 經■大村線往竹松、早岐、佐世保方向 |
| 2    | ■長崎本線（新線） | 下行   | 長崎方向                                                       |

## 歷史
- 1972年10月2日：隨日本國有鐵道長崎本線新線喜喜津站至浦上站之間開通，此站啟用。
- 1987年4月1日：隨國鐵分割民營化，車站由九州旅客鐵道（JR九州）營運[1]。
- 2012年12月1日：包括此站在內的長崎地區19個車站引入了SUGOCA[2]。

## 使用狀況
雖然位處於山中，但是由於此站也是長崎市東長崎地區的玄關口，在站前有許多巴士班次，因此使用人次有增加的傾向。
以下為每年度本站1日平均乘車人次：
| 乘車人次變化 | 乘車人次變化 | 乘車人次變化  |
| 年度         | 1日乘車人次  | 1日上落車人次 |
| ------------ | ------------ | ------------- |
| 2000         | 289          |               |
| 2001         | 343          |               |
| 2002         | 391          |               |
| 2003         | 414          |               |
| 2004         | 417          |               |
| 2005         | 456          |               |
| 2006         | 493          |               |
| 2007         | 510          | 1,021         |
| 2008         | 564          | 1,125         |
| 2009         | 589          | 1,175         |
| 2010         | 638          | 1,276         |
| 2011         | 669          | 1,336         |
| 2012         | 677          | 1,351         |
| 2013         | 677          | 1,348         |
| 2014         | 614          | 1,233         |
| 2015         | 619          | 1,238         |
| 2016         | 617          | 1,230         |
| 2017         | 635          |               |
| 2018         | 669          | 1,333         |
| 2019         | 719          |               |
| 2020         | 659          |               |
| 2021         | 654          |               |
| 2022         | 669          |               |
| 2023         | 684          |               |

## 車站周邊
車站周邊為農村地帶。
- 長崎市立高城台小學（日语：長崎市立高城台小学校）現川分校（已關校）
- 長崎純心大學（日语：長崎純心大学）（距離較遠）
- 長崎繞道
- 帆揚岳

## 巴士路線
- 此站最近的巴士站是長崎縣營巴士（日语：長崎県交通局）、長崎巴士（日语：長崎自動車） 現川站前巴士站，停靠的巴士路線班次每小時1至2班。
  - 現川站前 - 矢上、長崎市區方向

## 相鄰車站
九州旅客鐵道（JR九州）
■長崎本線（新線）
■區間快速「Sea Side Liner」
通過
■快速「Sea Side Liner」、■普通
肥前古賀－現川－（肥前三川信號站）－浦上

## 外部連結
- JR九州現川站 （页面存档备份，存于）（日語）